# Dunglass Viaduct
Der Dunglass Viaduct ist eine Eisenbahnbrücke nahe der schottischen Ortschaft Cockburnspath. Er kreuzt die Grenze zwischen den Council Areas East Lothian im Norden und Scottish Borders im Süden. 1971 wurde das Bauwerk in die schottischen Denkmallisten in der höchsten Kategorie A aufgenommen.

## Beschreibung
Der Dunglass Viaduct wurde im Jahre 1846 eröffnet. Der Eisenbahnviadukt führt die elektrifizierte East Coast Main Line über den Dunglass Burn. Direkt benachbart finden sich drei weitere Brücken über den Fluss. Am weitesten flussabwärts gelegen quert ihn die A1 direkt neben dem heute ungenutzten Vorgängerbauwerk dieser Brücke. Weiter flussaufwärts quert eine kleine Nebenstraße.
Der Mauerwerksviadukt liegt rund einen Kilometer nördlich von Cockburnspath. Er überspannt das Tal des Dunglass Burn mit sechs Segmentbögen. Diese gliedern in sich in jeweils zwei beziehungsweise drei kleinere Bögen mit Stützweiten von 9,1 m auf beiden Seiten und einem weiten Bogen mit einer Stützweite von 41,1 m über den Fluss. Das Mauerwerk besteht aus Sandstein und ist teilweise bossiert.